# 约瑟夫·恰普斯基
约瑟夫·恰普斯基（波蘭語：Józef Czapski，1896年4月3日—1993年1月12日），波兰艺术家、作家和评论家，波兰军官。作为画家，他因加入深受塞尚影响的卡皮兹学派而闻名。在波兰保卫战后，他被苏联俘虏，是极少数在1940年卡廷惨案中幸存的军官之一。根据《西科尔斯基-迈斯基协定》，他成为寻找在俄罗斯失踪的波兰军官的波兰政府正式使节。二战结束后，他留居巴黎郊区梅松拉菲特，在那里成立了《文化》月刊，并成为20世纪最有影响力的波兰文化期刊之一。